# Diana Bacosi
Diana Bacosi, née le 13 juillet 1983 à Città della Pieve, est une tireuse sportive italienne, spécialiste du skeet.
Le 12 août 2016, elle remporte la medaille d'or du skeet lors des Jeux olympiques de Rio de 2016.

## Palmarès

### Jeux olympiques
- Jeux olympiques de 2016 à Rio de Janeiro (Brésil)
  -  Médaille d'or sur l'épreuve de skeet.
- Jeux olympiques de 2020 à Tokyo (Japon)
  -  Médaille d'argent sur l'épreuve de skeet.

### Championnats du monde
- 2019 à Lonato (Italie)
  -  Médaille d'or sur l'épreuve de skeet.
  -  Médaille d'or sur l'épreuve de skeet mixte par équipe.

### Jeux européens
- Jeux européens de 2015 à Bakou (Azerbaïdjan)
  -  Médaille d'argent sur l'épreuve de skeet.

### Jeux méditerranéens
- Jeux méditerranéens de 2022 à Oran :
  -  Médaille d'argent en skeet par équipe mixte.
  -  Médaille de bronze en skeet.